# Combat Aviation Brigade
Eine Combat Aviation Brigade (CAB) ist eine multifunktionale Heeresflieger-Einheit in Brigadengröße der US-Army und der Nationalgarde der Vereinigten Staaten. Die Combat Aviation Brigade ist mit einer Kombination aus Angriffs-/Aufklärungshubschraubern (Boeing AH-64 Apache), mittelschweren Hubschraubern (Sikorsky UH-60 Black Hawk) und schweren Hubschraubern (Boeing CH-47 Chinook) ausgestattet und verfügt über MEDEVAC-Fähigkeiten.

## Geschichte
Ein neues modulares Einheitenkonzept wurde in der Heeresreform 1997 der US-Army erstmals postuliert. Die Trennung in verschiedene Divisionstypen (Panzer, Panzergrenadiere und Infanterie) wurde infolge der Umsetzung der Heeresreform bis 2009 de facto aufgehoben und besteht nur noch aus Traditionsgründen namentlich. Jede US-Division verfügt nach diesem Konzept über mindestens vier Kampfbrigaden (Brigade Combat Teams), eine Heeresfliegerbrigade (Combat Aviation Brigade), eine Artilleriebrigade (Fires Brigade) und eine Unterstützungsbrigade (Support brigade).

## Aufgaben

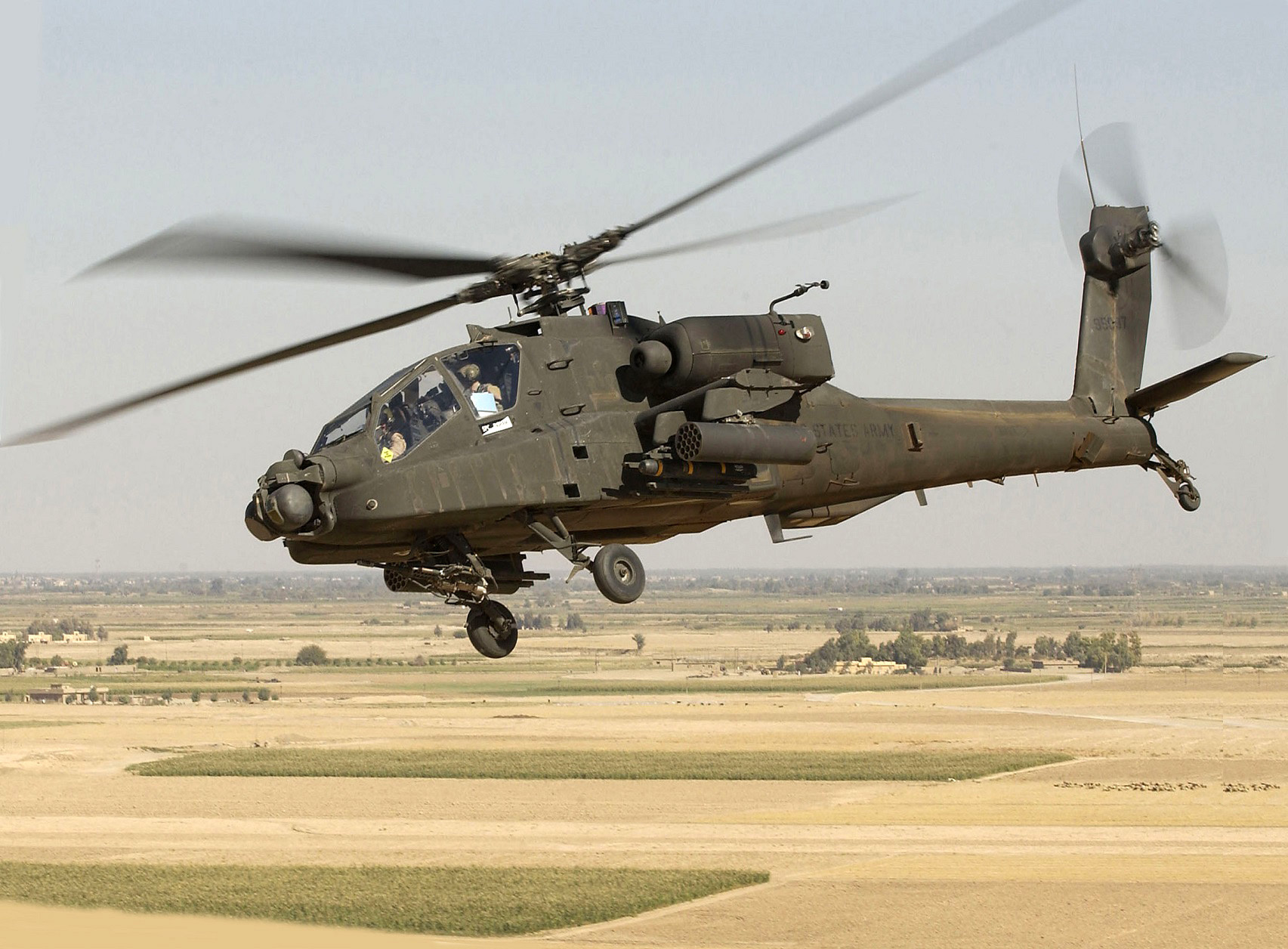
AH-64D Apache

Die Aufgaben bestehen in der Unterstützung des Heeres und anderer Waffengattungen. Hierfür setzen sie vor allem Militärhubschrauber als Kampfmittel zur Unterstützung der Infanterie, zur Bekämpfung von Kampfpanzern und Luftfahrzeugen sowie zur Beobachtung und zum Transport ein. Vor allem die Einheiten der Nationalgarde, die in der Regel den Gouverneuren der Bundesstaaten unterstellt sind, sind so konzipiert, dass im Fall von Katastrophen oder falls eigene zivile Mittel nicht ausreichen, Einsätze auch von zivilen Stellen zur Unterstützung angefordert werden können, z. B. bei Waldbränden, Hochwasser oder Evakuierungen.

## Aufbau
Schwere Combat Aviation Brigades bestehen in der Regel aus
- 2 Attack reconnaissance battalions (ARB) mit je 24 Angriffs-/Aufklärungshubschraubern (Boeing AH-64 Apache)
- 1 Assault helicopter battalion (AHB) mit 30 mittelschweren Hubschraubern (Sikorsky UH-60 Black Hawk)
- 1 General support aviation battalion (GSAB) mit 8 UH-60 Command Aviation, 12 schweren Hubschraubern des Typs Boeing CH-47 Chinook und 15 Sikorsky HH-60M Black Hawk
- der UAV Kompanie mit Unmanned Aerial Vehicles

- dem Aviation support battalion (ASB)

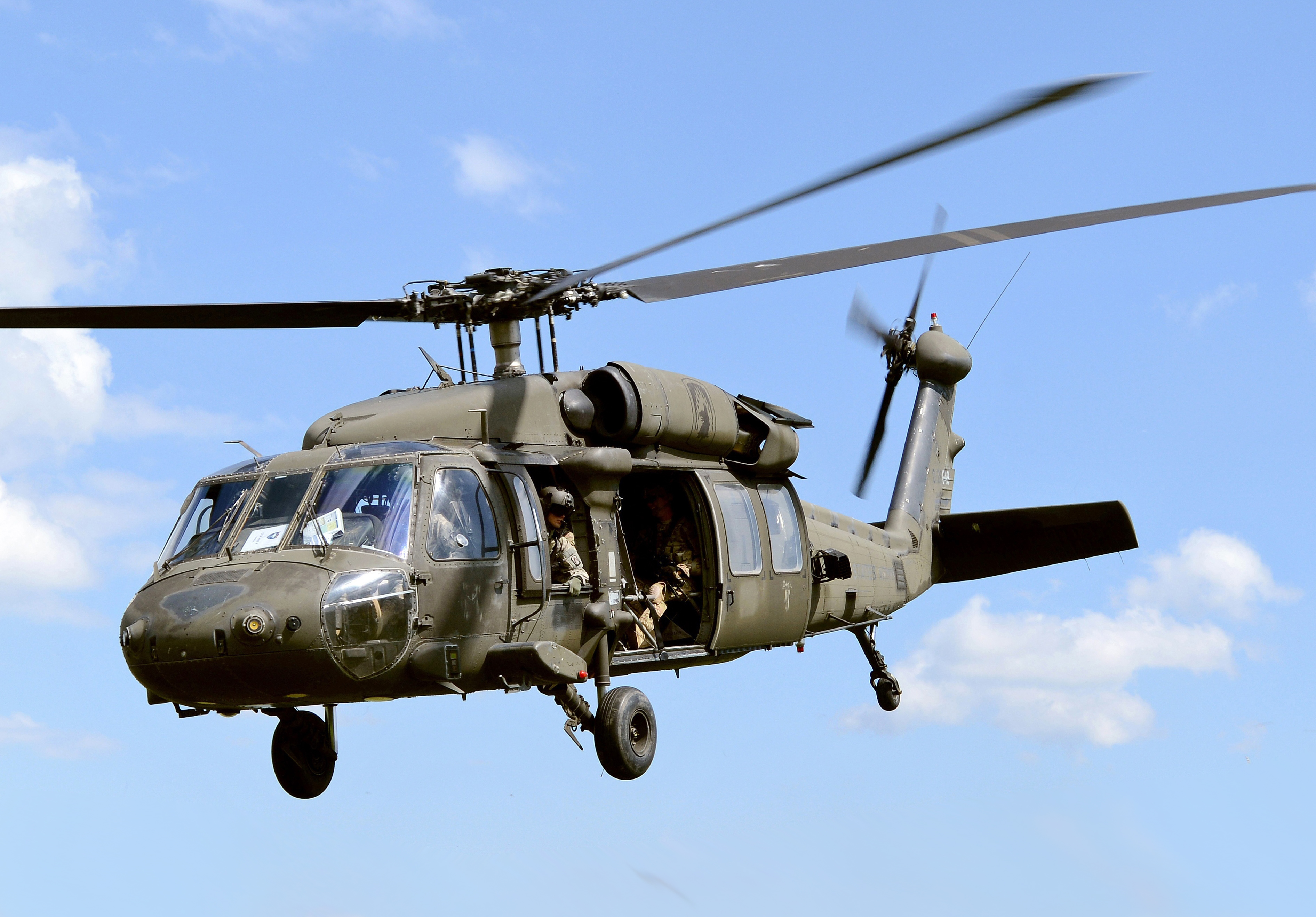
UH-60 Black Hawk

## Einheiten

### Einheiten des Heeres

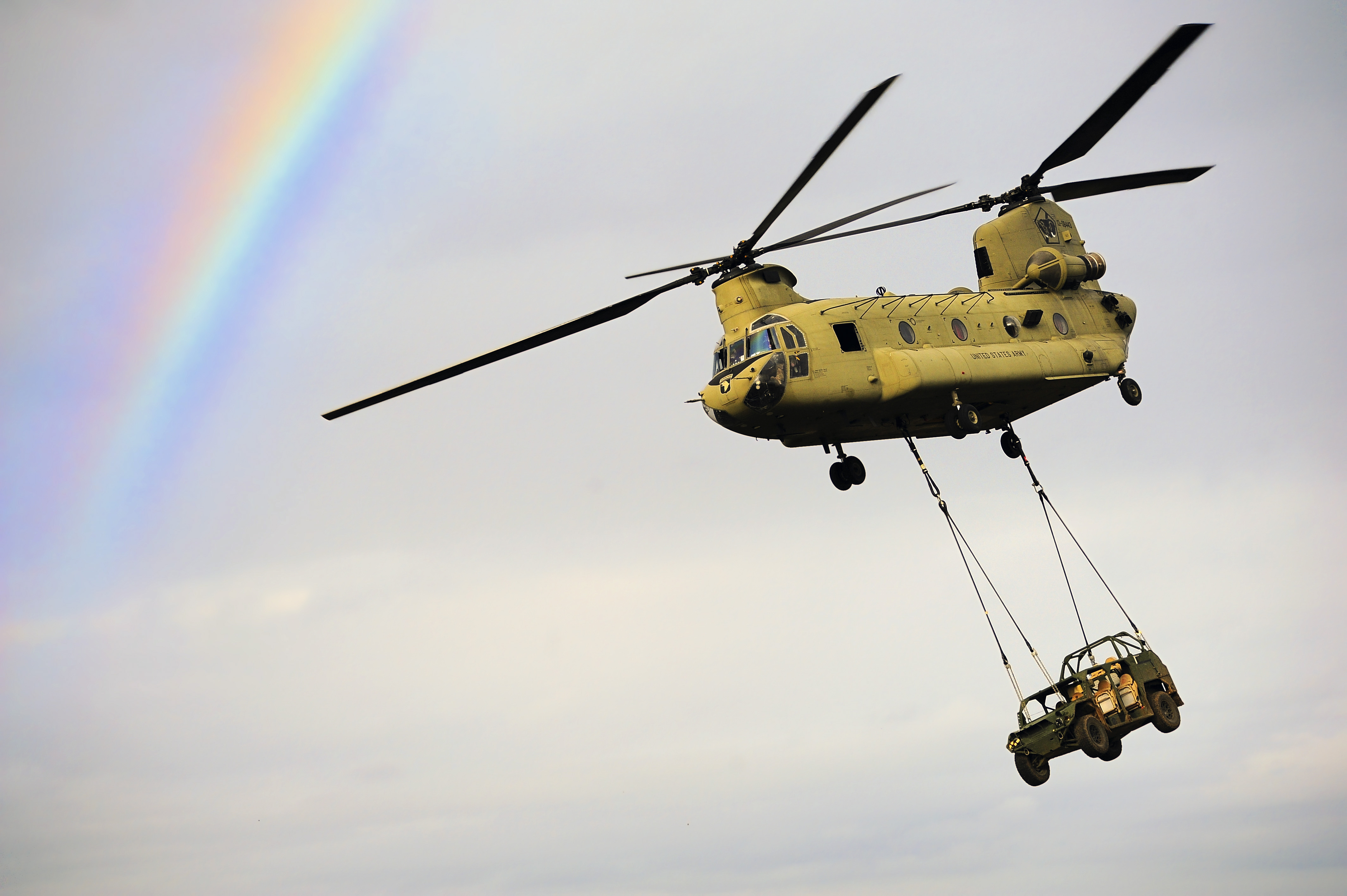
CH-47 Chinook

- Combat Aviation Brigade, 1st Cavalry Division
- Combat Aviation Brigade, 1st Armored Division
- Combat Aviation Brigade, 1st Infantry Division
- Combat Aviation Brigade, 2nd Infantry Division, stationiert in SüdkoreaCH-47 Chinook
- Combat Aviation Brigade, 3rd Infantry Division
- Combat Aviation Brigade, 4th Infantry Division
- Combat Aviation Brigade, 10th Mountain Division
- Combat Aviation Brigade, 25th Infantry Division
- Combat Aviation Brigade, 82nd Airborne Division
- Combat Aviation Brigade, 101st Airborne Division
- 16th Combat Aviation Brigade, 7th Infantry Division
- 12th Combat Aviation Brigade, divisionsunabhängig

Die 12th Combat Aviation Brigade ist permanent in Deutschland auf dem Flugplatz Ansbach-Katterbach stationiert (Die ursprüngliche 12th Armored Division war es übrigens, die im April 1945 die Region um Ansbach von der Naziherrschaft befreite). Der benachbarte Platz in Illesheim wird als Basis rotierender Kontingente der divisionzugehörigen CAB im Rahmen der Operation Atlantic Resolve (OAR) genutzt.

### Einheiten der Reserve und der Army National Guard
- 28th Expeditionary Combat Aviation Brigade (PA ARNG und NJ ARNG) (Heavy CAB)
- Combat Aviation Brigade, 29th Infantry Division (MD ARNG und VA ARNG) (Heavy CAB)
- 34th Combat Aviation Brigade (MN ARNG, ND ARNG und ID ARNG)
- Combat Aviation Brigade, 35th Infantry Division, (MO ARNG, NE ARNG und UT ARNG)
- Combat Aviation Brigade, 36th Infantry Division (TX ARNG, CO ARNG, AL ARNG und KS ARNG)
- Combat Aviation Brigade, 38th Infantry Division (IN ARNG)
- Combat Aviation Brigade, 40th Infantry Division (CA ARNG)
- Combat Aviation Brigade, 42nd Infantry Division (NY NG)
- 11th Expeditionary Combat Aviation Brigade (Army Reserve)
- 63rd Aviation Brigade (KY ARNG) (1 GSAB, 1 Theater aviation battalion)
- 77th Combat Aviation Brigade (AR ARNG) (3 AHBs, 1 GSAB)
- 185th Aviation Brigade (MS ARNG) (2 GSABs)
- 244th Expeditionary Combat Aviation Brigade (Army Reserve)
- 449th Aviation Brigade (NC ARNG) (Light CAB)